# Pasta fillo
La pasta fillo, dal greco φύλλο con il significato di "foglia", è una varietà di pasta sfoglia composta da sottilissimi fogli separati, tipica dell'area Mediterranea e dell'Asia Minore. La tecnica artigianale è quanto mai scenografica. 
È caratterizzata da tempi di cottura ridottissimi: si utilizza fritta o cotta in forno per preparare i più variegati piatti di alta cucina anche come involucro di involtini in varie cucine del mondo. Per la sua estrema versatilità ha trovato innovativo e svariato impiego anche nella cucina italiana.
È prodotta senza aggiunta di grassi a differenza delle comuni paste sfoglie. Il gusto è neutro per garantirne l'uso nella preparazione sia di dolci, sia di piatti salati.
Tradizionalmente è utilizzata in tutto il Medio Oriente, nella penisola balcanica e nel Maghreb per i dolci ripieni di noci e pistacchi immersi nel miele o in uno sciroppo di zucchero, come il baklava.

## Origine[2]
Una versione primitiva e spessa di questa pasta sembra provenire da quella parte dell'Asia centrale abitata da popolazioni turcofone.
Già nell'undicesimo secolo il Lughat Diwan al-Turk, un dizionario di dialetti turchi opera di Mahmud Kashgari, registrava il pane arricciato e piegato sotto il nome di yuvgha. Questo nome è legato alla parola yufka ("sottile"), che è il nome moderno turco per la pasta, e non deve essere confuso con una focaccia turca chiamata anch'essa yufka.
La pratica di stendere la pasta cruda in fogli sottili come carta è uno sviluppo posteriore, probabilmente nato nelle cucine del Topkapı in Istanbul.

## Caratteristiche
La preparazione prevede l'impiego di acqua al 40% e farina al 60%. Dal loro impasto si ottiene un panetto da cui si stendono degli strati molto sottili chiamati veli di pasta, alternati a uno di cotone per assorbirne l'umidità. Sugli strati si cosparge anche dell'amido di granturco per evitare che la pasta diventi appiccicosa. Nella preparazione industriale si aggiunge del sorbato di potassio come conservante. La pasta viene sovrapposta formando almeno quattro strati di veli. La pasta fillo si presta ad essere congelata.